# IPrint (China) Expo
iPrint (China) Expo, es una feria comercial para la industria de la impresión digital presentada por el China Council for the Promotion of International Trade (CCPIT) Zhuhai y Recycling Times Media Corporation. iPrint (China) Expo 2012 tendrá lugar en el China International Aviation & Aerospace Exhibition Center en Zhuhai, el centro más grande del mundo para la fabricación de componentes para la impresión.
iPrint (China) Expo está considerada la primera feria en China dedicada a la impresión digital y comercial.
iPrint (China) Expo está programada para su celebración durante tres días en el China International Aviation & Aerospace Exhibition Center, del 24 al 26 de septiembre de 2012.

## Productos en exposición
Equipamiento de preimpresión: computadoras, escáneres, software de edición y procesamiento de imagen; equipamiento y consumibles para imprenta digital: impresoras digitales, fotocopiadoras, MFDs, impresoras térmicas, de códigos de barras, etiquetas, impresoras comerciales, cartuchos, tóner, tinta, cintas, etiquetas, papel térmico, etc; equipamiento de acabado: cortadoras, dobladoras de papel, sistemas de sellado, perforadoras, máquinas de encuadernar, etc.